# Poptella brevispina
Poptella brevispina es una especie de peces de la familia Characidae en el orden de los Characiformes.

## Morfología
Los machos pueden llegar alcanzar los 7,6 cm de longitud total.

## Reproducción
Tiene lugar durante la temporada de lluvias.

## Hábitat
Vive en zonas de clima tropical.

## Distribución geográfica
Se encuentran en Sudamérica:  cuencas de los ríos Trombetas,  Branco y  Tocantins, y cuencas costeras de la Guayana, Surinam y Pará (Brasil ).